# カリビアン航空
カリビアン航空(Caribbean Airlines)は、トリニダード・トバゴの国営航空会社。

## 概要
2006年、清算されるBWIA West Indies Airwaysから引き継ぐ形で設立された。2010年、エア・ジャマイカを買収した。

### 事故
- 2011年7月30日 カリビアン航空523便オーバーラン事故
  - ガイアナのジョージタウンにあるチェディ・ジェーガン国際空港でオーバーランを起こし、機体は大破したものの、犠牲者は出なかった[1][2]。

## 就航地
- カリブ海

ポート・オブ・スペイン、トバゴ

アンティグア・バーブーダ、バルバドス、グレナダ、キングストン、モンテゴベイ、セント・マーチン、グランドケイマン
- 北アメリカ

ニューヨーク、フォートローダーデール、マイアミ
- 南アメリカ

ガイアナ、スリナム、カラカス

## 機材

### 現行機材[3]
- ボーイング737-800 3機
- ボーイング737-8 9機

- ATR 72-500 9機

いずれも2025年8月現在

#### 過去の保有機材
- エアバスA340-300
- ボーイング767-300ER
- DHC-8-300